# Peltariopsis
Peltariopsis es un género monotípico perteneciente a la familia Brassicaceae. Su única especie, Peltariopsis planisiliqua, es originaria de Irán.

## Taxonomía
Peltariopsis planisiliqua fue descrito por Nikolái Bush y publicado en Monit. Jard. Bot. Tiflis 1926-27, n. s. Pt. 3-4, 8 (1927),
Sinonimia
- Cochlearia szowitsii Boiss.
- Peltariopsis drabicarpa N. Busch
- Pseudocamelina szowitsii N. Busch	[3][2]